# Gediminas Orelik
Gediminas Orelik (Šiauliai, 14 maggio 1990) è un cestista lituano.

## Palmarès

### Squadra
- Coppa di Lituania: 2

Prienai: 2013
Lietuvos Rytas: 2016
- Coppa di Turchia: 1

Bandırma Banvit: 2017
- FIBA Europe Cup: 1

Reyer Venezia: 2017-18

### Individuale
- Basketball Champions League Second Best Team

Partizan: 2016-17
- MVP Lega Baltica: 1

Prienai: 2012-13